# Chimaera (Band)
Chimaera ist eine Heavy- und Power-Metal-Band aus Hagen, Nordrhein-Westfalen.

## Geschichte
Die Band Chimaera wurde im Jahre 1999 von Pan „Warlord“ Vogiatzis in Saarbrücken gegründet. Nach ersten Demoaufnahmen und Auftritten wurde der Bandsitz im Jahre 2003 nach Nordrhein-Westfalen verlegt, wo Chimaera nach kurzer Station in Düsseldorf schließlich in Hagen ansässig wurde. Im Zuge des damit verbundenen Neuaufbaus stieß mit Nico Kruse erstmals ein Keyboarder zur Band.
Man spielte dann zahlreiche Gigs, wie z. B. das „Swordbrothers Festival“ und produzierte zudem das erste Full-Length-Album Myths & Legends. Dieses Digipack führte dazu, dass der Bekanntheitsgrad in der gesamten Metalszene wuchs. Dies hatte zur Folge, dass Chimaera im Herbst 2005 auf eine Nightliner-Tour quer durch Deutschland und die Schweiz gebucht wurden.
Nun wurden auch die ersten Labels auf Chimaera aufmerksam, so dass die Band 2006 von Pure Steel Records unter Vertrag genommen wurde, noch im selben Jahr das Album Rebirth – Death Won’t Stay Us in den Erzschlag Studios produzierte und Anfang 2007 veröffentlichte.
Lineup-Wechsel bremsten die weitere Entwicklung der Band aus und auch eine Tour in Spanien im Frühjahr 2008 gemeinsam Phantom Mask aus Alicante blieb ohne weitere Auswirkungen. Dies führte dazu, dass die Band im Jahre 2012 zwar offiziell aufgelöst wurde, jedoch spielen die ehemaligen Mitglieder in wechselnder Besetzung gelegentliche Reunion-Konzerte.

## Diskografie

### Alben
- 2001: Knights of the Dragon (Demo)
- 2002: Blade Master (EP)
- 2004: Metalians (Demo)
- 2005: Myths and Legends (Album, Eigenproduktion)
- 2007: Rebirth - Death Won't Stay Us (Album, Pure Steel Records)

### Sampler
- 2009: AVU-EN-Sampler (Titel: Nightmare)